# فرودگاه بین‌المللی موان
فرودگاه بین‌المللی موان (به انگلیسی: Muan International Airport) یک فرودگاه همگانی با کد یاتا MWX است که یک باند فرود بتن دارد و طول باند آن ۲۸۰۰ متر است. این فرودگاه در شهر گوانگجو کشور کره جنوبی قرار دارد .

## شرکت‌های هواپیمایی و مقصدهای پروازی

### Domestic
| شرکت‌های هواپیمایی | مقصدهای پروازی |
| ----------------- | -------------- |
| تی وی ایرلاینز    | ججو            |

### International
| شرکت‌های هواپیمایی       | مقصدهای پروازی                                        |
| ----------------------- | ----------------------------------------------------- |
| آسیانا ایرلاینز         | پکن چارتر: کانزای                                     |
| هواپیمایی شرقی چین      | شانگهای پودنگ                                         |
| فار ایسترن ایر ترنسپورت | چارتر: گاوشیونگ                                       |
| Pan Pacific Airlines    | کالیبو                                                |
| شانگهای ایرلاینز        | چارتر: Zhangjiajie                                    |
| تی وی ایرلاینز          | تیانجین بینهای چارتر: Zhangjiajie، چیانگ مای، دا نانگ |
| ویتنام ایرلاینز         | چارتر: تان سون نهات                                   |